# Limoges Handball

Il Limoges Handball, abbreviato LH, precedentemente Limoges Hand 87, è un club di pallamano francese situato a Limoges, Haute-Vienne, nella regione della Nouvelle-Aquitaine.
Gioca nella Starligue dal 2020.

## Rosa 2024-2025
| N° | Naz.                  | Ruolo | Sportivo         | Anno |  |  |
| -- | --------------------- | ----- | ---------------- | ---- |  |  |
| 12 | Croazia (bandiera)    | P     | Dino Slavić      | 1992 |  |  |
| 26 | Francia (bandiera)    | P     | Gauthier Ivah    | 1999 |  |  |
| 3  | Francia (bandiera)    | A     | Andréa Guillaume | 1998 |  |  |
| 5  | Francia (bandiera)    | T     | Ewan Kervadec    | 1998 |  |  |
| 7  | Croazia (bandiera)    | T     | Šime Ivić        | 1993 |  |  |
| 8  | Francia (bandiera)    | A     | Maxime Ogando    | 1999 |  |  |
| 9  | Croazia (bandiera)    | PV    | Tomislav Kušan   | 1994 |  |  |
| 11 | Nigeria (bandiera)    | T     | Faruk Yusuf      | 2004 |  |  |
| 17 | Ucraina (bandiera)    | T     | Ihor Turchenko   | 2000 |  |  |
| 21 | Portogallo (bandiera) | A     | Jenilson Varela  | 1998 |  |  |
| 25 | Spagna (bandiera)     | T     | Jon Azkue        | 1994 |  |  |
| 28 | Francia (bandiera)    | PV    | Nicolas Nieto    | 1994 |  |  |
| 44 | Croazia (bandiera)    | T     | Matej Hrstić     | 1996 |  |  |
| 45 | Egitto (bandiera)     | T     | Seif El Deraa    | 1998 |  |  |
| 98 | Francia (bandiera)    | PV    | Timmy Petit      | 2000 |  |  |